# Maciste aux enfers
Pour plus de détails, voir Fiche technique et Distribution.
Maciste aux enfers (Maciste all'inferno) est un film italien réalisé par Guido Brignone, sorti en 1925.

## Fiche technique
- Titre français : Maciste aux enfers
- Réalisation : Guido Brignone
- Scénario : Riccardo Artuffo et Stefano Pittaluga
- Photographie : Ubaldo Arata et Massimo Terzano
- Pays de production :  Royaume d'Italie
- Date de sortie : 1925

## Distribution
- Bartolomeo Pagano : Maciste
- Umberto Guarracino : Ploutos
- Mario Saio : Gerione
- Franz Sala : Barbariccia
- Elena Sangro : Proserpina
- Lucia Zanussi : Luciferina
- Pauline Polaire : Graziella
- Sergio Amidei (non crédité)
- Felice Minotti (non crédité)